# Mortalium Animos
 Mortalium Animos  è un'enciclica di papa Pio XI, promulgata il 6 gennaio 1928, e scritta per difendere la verità rivelata da Gesù e per ribadire la vera natura della Chiesa fondata da Cristo. In particolare nell'enciclica il Pontefice mette in guardia dall'ecumenismo vietando ai cattolici di partecipare ad incontri ecumenici.